# ایشام تالبوت
ایشام تالبوت (به انگلیسی: Isham Talbot) سناتور سابق عضو حزب دموکرات-جمهوری‌خواه بود. وی در سال ۱۸۱۵ تا ۱۸۱۹ و ۱۸۲۰ تا ۱۸۲۵ میلادی سناتور ایالت کنتاکی در سنای ایالات متحده آمریکا بود.